# Ферранте I Гонзага
Ферранте I Гонзага (итал. Ferrante I Gonzaga; 28 января 1507, Мантуя — 15 ноября 1557, Брюссель) — вице-король Сицилии в 1535—1546 годах, военачальник Священной Римской империи, граф де Гвасталла из мантуанской герцогской династии Гонзага.

## Биография
Ферранте I Гонзага был третьим сыном маркиза Мантуи Франческо II Гонзага и его супруги Изабеллы д’Эсте.
Ферранте Гонзага сделал блестящую военную карьеру, дослужившись до командующего войсками императора Священной Римской империи Карла V, назначившего Ферранте за заслуги в 1535 году вице-королём Сицилии (принадлежавшей тогда Испании).
В 1539 году Ферранте I Гонзага покупает графство Гвасталла в северной Италии.
В 1543 году Ферранте I Гонзага присваивается титул принца Мольфеттского, и он возглавляет испанское посольство ко двору короля Англии Генриха VIII.
В 1546 году он оставляет Сицилию с тем, чтобы занять должность генерал-губернатора Миланского герцогства, оставаясь на этом посту до 1555 года.

## Семья
В 1529 году Ферранте Гонзага вступает в брак с Изабеллой Ди Капуа (ум. 1559), дочерью князя Фернандо Мольфеттского. В этой семье родилось много детей, в том числе Чезаре I Гонзага, герцог Амальфи.